# Фалула
Фалу́ла (англ. Phalula) — вища традиційна громада у складі дистрикту Балака Південного регіону Малаві.
Населення — 19486 осіб (2018).